# Merci de jouer
 (décembre 2017).
 (janvier 2024).

Merci de jouer est un documentaire interactif produit par l'Office national du film du Canada en 2017 qui porte sur les jeux de hasard et d'argent.

## Description
Merci de jouer suit trois joueurs qui dévoilent des récits personnels de dépendance et d’abstinence. Des spécialistes (neurologues, psychologues et addictologues) interviennent pour nous aider à comprendre le mécanisme et la source de cette dépendance sans psychotropes.

## Les protagonistes
Merci de jouer présente Marie, Stéphane et Robert. Marie se sentait « comprise » par la machine et, après quatre ans, voyait le jeu comme son gagne-pain. Pour Stéphane, tout a commencé avec un dollar. Il croyait pouvoir gagner et garder ses gains, mais après avoir essuyé une série de pertes et quitté son emploi, il a cessé de jouer. Robert, quant à lui, s’est évadé dans le jeu lorsqu’il a traversé une dure épreuve. Deux séjours en prison et deux millions de dollars de dettes plus tard, il regrette sa plus grande perte : le départ de sa femme. Les trois joueurs sont parvenus à rompre le cycle de la dépendance, certains rejoignent les Gamblers anonymes, où ils obtiennent le soutien nécessaire pour s’en sortir. Si Robert et Marie ne jouent plus, Stéphane se considère toujours à risque.

## Les créateurs
- Andréa Cohen-Boulakia : réalisatrice
- Priam Givord : design et interactivité
- Dominic Desjardins (ONF) : producteur